# Phyllonorycter hapalotoxa
Phyllonorycter hapalotoxa är en fjärilsart som först beskrevs av Edward Meyrick 1921.  Phyllonorycter hapalotoxa ingår i släktet guldmalar, och familjen styltmalar. Inga underarter finns listade i Catalogue of Life.